# Charles Cullen
Charles Edmund Cullen (n. 22 februarie 1960, West Orange⁠(d), New Jersey, SUA) este un criminal în serie american. Cullen a mărturisit autorităților că a ucis cel puțin patruzeci de pacienți în cursul a șaisprezece ani de carieră de asistent medical în New Jersey. Cu toate acestea, în interviuri ulterioare cu poliția, psihiatri, și jurnaliști,  a devenit evident că el a ucis mai mulți oameni, al căror nume nu și-l putea aminti, deși putea de multe ori menționa detalii ale crimelor respective. Experții au estimat că acesta poate fi în cele din urmă responsabil pentru 400 de decese, ceea ce l-ar face cel mai prolific criminal în serie din istorie.

## Biografie
Cullen s-a născut în West Orange, New Jersey, fiind cel mai mic dintre opt frați. Tatăl său, un șofer de autobuz, avea 58 de ani când s-a născut Cullen și a murit când el avea șapte luni. La vârsta de nouă ani, Cullen, care și-a descris copilăria ca fiind mizerabilă, a avut prima din multe tentative de  sinucidere, consumând substanțe chimice dintr-un set de chimie. Mai târziu, lucrând ca asistent, Cullen a pretins că avea fantezii despre furtul de medicamente de la spitalul unde lucra și despre folosirea lor pentru a-și pune capăt vieții.
În 1977, mama lui Cullen a murit într-un accident de mașină. În anul următor, el a renunțat liceu și s-a înrolat în Marină, unde a servit la bordul submarinului USS Woodrow Wilson. A înaintat la gradul de subofițer clasa a treia, ca parte din echipa care a operat rachetele Poseidon de la bordul navei. Când a început să dea semne de instabilitate, Cullen a fost transferat la nava de aprovizionare USS Canopus. El a încercat să se sinucidă de șapte ori de-a lungul anilor. Astfel, a fost scutit de serviciul în Marină din motive medicale, în 1984.
La scurt timp după asta, Cullen s-a înscris la Școala de Asistență Medicală a Spitalului Mountainside din Montclair, New Jersey. Fiind ales președintele clasei sale, a absolvit în 1987 și a început să lucreze la secția de arși a Centrului Medical Sfântul Barnaba în Livingston.

## Crime

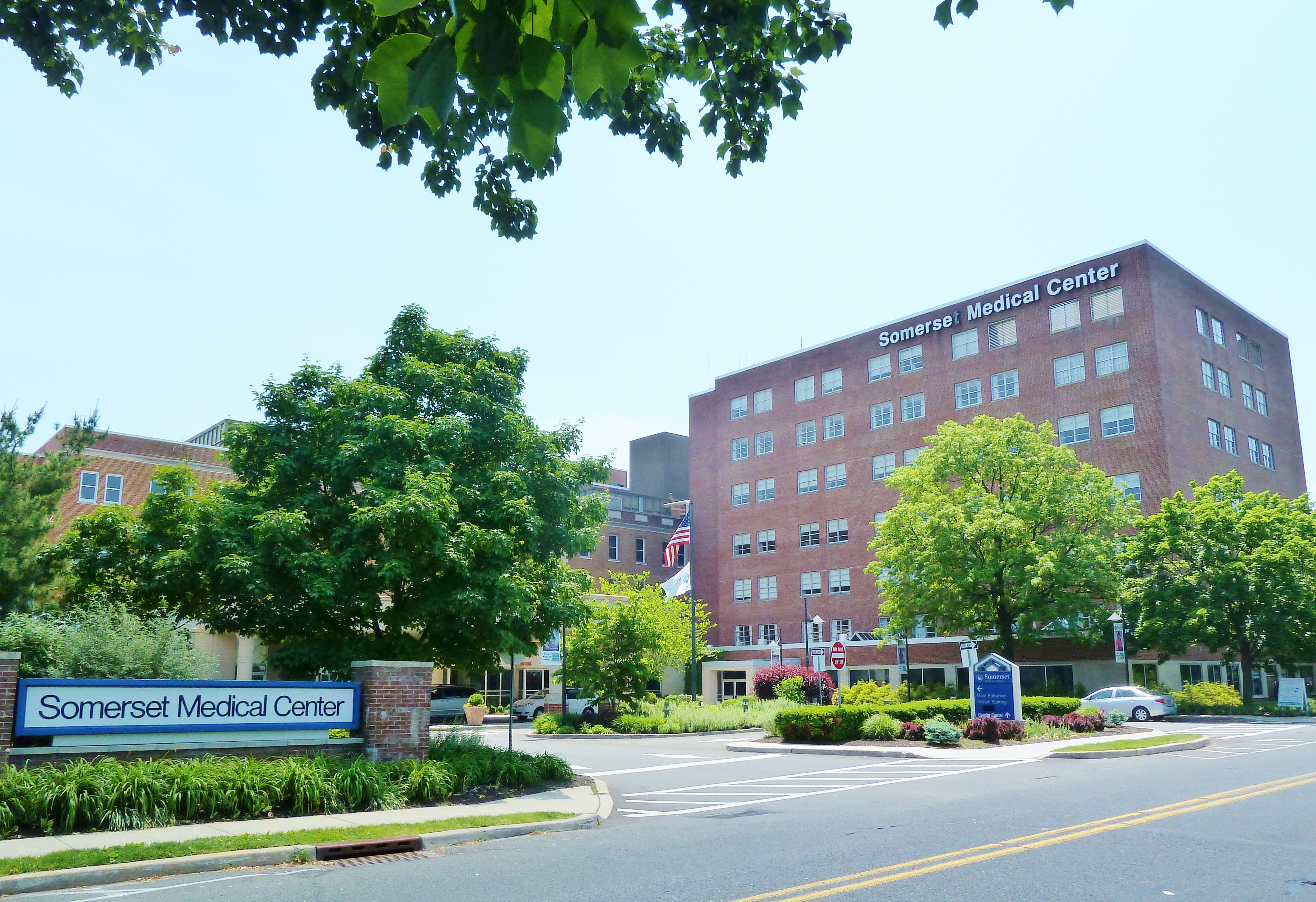
Centrul Medical Somerset

Primele crime mărturisite de Cullen au avut loc la Sf. Barnaba. Pe data de 11 iunie 1988, a administrat o doză letală intravenoasă de medicamente unui pacient. El a recunoscut că a ucis mulți alți pacienții la Sf. Barnaba, inclusiv un pacient suferind de SIDA, care a murit după ce i-a fost administrată o supradoză de insulină. Cullen a părăsit Centrul Medical Sf. Barnaba în ianuarie 1992, când autoritățile spitalului au demarat o investigație pentru a afla cine a contaminat pungile de transfuzie; ancheta a stabilit că, cel mai probabil, Cullen a fost responsabil, fapt care a rezultat în moartea a zeci de pacienți la spital.
La o lună după ce a părăsit Sf. Barnaba, Cullen a prins o slujbă la Spitalul Warren în Phillipsburg, unde a ucis trei femei în vârstă, oferindu-le supradoze de digoxină, medicament pentru inimă. Ultima lui victimă a spus că un „asistent medical meschin” a injectat-o în timp ce dormea, dar membrii familiei sale și furnizorii de servicii medicale de la spital i-au respins comentariile ca fiind nefondate. În anul următor, Cullen s-a mutat într-un apartament la subsol în Phillipsburg, în urma unui divorț litigios de soția sa, împărțind custodia fiicelor sale. Mai târziu, a pretins că a vrut să renunțe în 1993 la slujba sa în domeniul îngrijirii medicale, dar pensia alimentară impusă de instanță l-a forțat să continue să lucreze.
În martie 1993, Cullen a intrat prin efracție în casa unei colege de muncă, în timp ce ea și fiul ei dormeau, dar a plecat fără a-i trezi. Apoi a început să o urmărească pe aceeași femeie, care a depus o plângere la poliție împotriva lui. Ulterior, Cullen a pledat vinovat pentru violare de domiciliu și a primit un an de eliberare condiționată. La o zi după arestarea sa, Cullen a încercat să se sinucidă din nou. Acesta și-a luat două luni liber de la serviciu și a fost tratat pentru depresie în două unități de psihiatrie, dar a încercat iar să se sinucidă de două ori înainte de sfârșitul anului 1993, moment în care a renunțat la slujba lui de la Spitalul Warren.
Cullen a început un stagiu de trei ani în unitatea de terapie intensivă/îngrijire cardiacă a Centrului Medical Hunterdon în Flemington. El a susținut că nu a făcut rău nimănui în primii doi ani aici, dar arhiva spitalului pentru acea perioadă de timp a fost distrusă până la momentul arestării sale în 2003. El a recunoscut ca a ucis cinci pacienți între ianuarie și septembrie 1996, din nou, cu supradoze de digoxină. Cullen apoi a găsit de lucru la Spitalul Morristown, dar curând a fost concediat pentru prestație slabă. A rămas șomer timp de șase luni și nu a mai plătit pensia alimentară. Cullen a fost internat la un spital de psihiatrie, dar a plecat de acolo după puțin timp.
În februarie 1998, Cullen a fost angajat de un centru de reabilitare în Allentown, Pennsylvania, unde a îngrijit un salon de pacienți dependenți de aparate pentru respirație. Acolo, Cullen a fost acuzat că nu a administrat medicamentele pacienților conform orarului și a fost concediat după ce a fost văzut intrând în camera unui bolnav cu seringi în mână. Pacientul a sfârșit cu un braț rupt, dar se pare că nu a primit nicio injecție. tot aici, Cullen a provocat moartea unui pacient, pentru care a fost dată vina pe o altă asistentă. După ce a fost concediat de la centrul de reabilitare, s-a angajat la Easton Spital în Easton, Pennsylvania, din noiembrie 1998 până în Martie 1999. La 30 decembrie 1998, el a ucis încă un alt pacient cu digoxină. Testele făcute de un medic legist au arătat cantități letale de digoxină în sângele preluat de la pacient, dar o anchetă internă în spital a fost neconcludentă; nimic nu l-a indicat în mod definitiv pe Cullen drept criminal.
Chiar și cu istoria lui de instabilitate mentală și numărul de decese din timpul serviciului la diverse spitale, Cullen a continuat să-și găsi de lucru din cauza unui deficit de asistente medicale la nivel național. În Martie 1999, Cullen a primit o slujbă la spitalul de arși din Lehigh Valley din Allentown, unde a ucis un pacient și a a mai avut o tentativă de a-l ucide pe altul. O lună mai târziu, el a demisionat de bună voie, de la spitalul Lehigh Valley și a fost angajat la o unitatea de îngrijire a cardiacilor la spitalul St. Luke din Betleem, Pennsylvania. În următorii trei ani, Cullen a ucis cel puțin cinci pacienți și este cunoscut că a încercat să omoare încă doi. Pe data de 11 ianuarie 2000, a încercat iar să se sinucidă, prin intoxicare cu monoxid de carbon în cada de baie. Vecinii lui au simțit miros de fum și au sunat pompierii și poliția. A fost dus la un spital și un centru de psihiatrie, dar a revenit acasă în ziua următoare.
Nimeni nu a bănuit că el omora pacienți la spitalul St. Luke, până când un coleg de-al său a găsit flacoane de medicamente într-un cos de gunoi. Drogurile acestea nu aveau vreo valoare semnificativă în afara spitalului, nefiind folosite de consumatorii de droguri recreaționale, furtul lor părea curios. O ancheta a arătat că Charles Cullen a luat medicamentele. I-a fost oferită o înțelegere cu unitatea medicală: să demisioneze și să i se dea o recomandare neutră, sau să fie concediat. El a demisionat și a fost escortat afară din clădire în iunie 2002. Șapte dintre colegii lui de la spitalul St. Luke ay alertat mai târziu autoritățile despre suspiciunile lor, potrivit cărora, Cullen a folosit medicamentele pentru a ucide pacienți. Anchetatorii nu au investigat niciodată trecutul lui, iar cazul a fost închis nouă luni mai târziu din cauza lipsei de dovezi.
În septembrie 2002, Cullen a început să lucreze în unitatea de asistență medicală de la spitalul Somerset în Somerville, New Jersey. El începuse o relație cu o femeie în jurul acestei date, dar depresia s-a agravat. Cullen a ucis cel puțin opt pacienți și a încercat să omoare cel puțin unul în plus până la jumătatea anului 2003, folosind digoxină, insulină, și epinefrină.
Curând după aceea, spitalul Somerset a început să observe indicii ale fărădelegilor lui Cullen. Sistemul de computere al spitalului a arătat că Charles accesa înregistrările pacienților care nu fuseseră puși sub îngrijirea sa, colegii de muncă îl văzuseră în camerele acestor pacienți, iar dozatorul computerizat de medicamente arăta că el solicita medicamente care nu fuseseră prescrise acestor bolnavi. Drogurile pe care le solicitase erau destul de ciudate, multe cereri fiind imediat anulate, iar mai multe cereri se repetau după o perioadă de câteva minute. În iulie 2003, directorul executiv al Biroului de Informații despre Otrăvuri din New Jersey a avertizat reprezentanții spitalului că cel puțin patru supradoze suspecte indică posibilitatea că un angajat a ucis pacienții. Spitalul a amânat contactarea autorităților până în octombrie. Până atunci, Cullen a ucis cel puțin încă cinci pacienți și a încercat să omoare un al șaselea.
Atunci când un pacient de la Somerset a murit de hipoglicemie în octombrie 2003, spitalul a alertat poliția. Pacientul a fost ultima victimă a lui Charles Cullen. Funcționarii de stat au criticat aspru spitalul pentru incapacitatea de a constata o supradoză nefatală de insulină, administrată de Cullen, în luna august. O anchetă în istoricul angajărilor lui a relevat suspiciuni din trecut cu privire la implicarea sa în alte decese. Somerset l-a dat afară pe Cullen pe 31 octombrie 2003, aparent pe motiv de fals în cererea de angajare. Colega sa, asistenta Amy Loughren, a alertat poliția după ce a devenit alarmată cu privire la istoricul lui de accesare a drogurilor, legându-l astfel de moartea pacienților. Poliția l-a ținut sub supraveghere timp de mai multe săptămâni, până au terminat ancheta.

## Arestarea și condamnarea
Cullen a fost arestat la un restaurant pe 12 decembrie 2003, acuzat de crimă și o acuzație de tentativă de omor. Pe 14 decembrie, a recunoscut în fața detectivilor de la omucideri, Dan Baldwin și Tim Braun, că l-a omorât pe protul Florian Gall și a încercat să-l ucidă pe Jin Kyung Han, amândoi pacienți la Somerset. În plus, Cullen a spus polițiștilor că a ucis cel puțin patruzeci de pacienți în șaisprezece ani de carieră. În aprilie 2004, Cullen a pledat vinovat în fața tribunalului pentru ucidere a  treisprezece pacienți și tentativa de a ucide alți doi prin injecție letală, în timp ce era angajat la Somerset. Ca parte din înțelegere, el a promis să coopereze cu autoritățile dacă nu vor solicita pedeapsa cu moartea pentru crimele sale. O lună mai târziu, el a pledat vinovat pentru uciderea a trei pacienți în New Jersey. În noiembrie 2004, Cullen a pledat vinovat într-o judecată în Allentown pentru uciderea a șase pacienți și tentativa de a omoarî alți trei oameni.
Pe 2 martie 2006, Cullen a fost a primit optsprezece condamnări pe viață în New Jersey, nefiind eligibil pentru eliberare condiționată până în anul 2403. În prezent, el este ținut la Închisoarea de Stat din New Jersey, în Trenton. Pe 10 martie, Cullen a fost adus în sala de judecată pentru o audiere. Acesta, supărat cu judecătorul, a ținut să repete: „Onorată instanță, trebuie să coborâți” timp de treizeci de minute până ce judecătorul William H. Platt a cerut să-i fie pus căluș în gură lui Cullen, dintr-o cârpă și bandă adezivă. Chiar și după ce a fost legat, el a continuat să încerce să repete fraza. În această audiere, Platt i-a dat o suplimentare de șase condamnări pe viață. Ca parte din înțelegere, Cullen a lucrat cu autoritățile pentru a identifica alte victime. În prezent, ispășește o sentință de închisoare pe viață fără eliberare condiționată pentru peste 100 de ani.

## Motiv
Cullen a declarat că a administrat supradoze pacienților în scopul de a-i cruța de vreun stop cardiac sau respirator. Le-a spus detectivilor că nu putea suporta să audă despre sau să fie martor la încercările de a salva viața unei victime. De asemenea, a declarat că le-a dat pacienților supradoze pentru a putea pune capăt suferinței lor și pentru a preveni personalul spitalului din a-i dezumaniza. Cu toate acestea, nu toate victimele lui au fost pacienți în stadiu terminal. Unii, cum ar fi Gall, erau de așteptat să-și revină înainte ca el să-i fi ucis. Asistenta Lynn Tester a descris multe dintre victime ca „"persoane în curs de ameliorare”, într-un interviu dat poliție.
Anchetatorii au declarat că Charles ar fi cauzat pacienții să sufere, dar el nu pare să realizeze acest lucru, în contradicție cu afirmațiile sale despre dorința de a salva pacienții. În mod similar, Cullen a spus anchetatorilor că, deși de multe ori el a observat pacienții suferind mai multe zile, decizia de a comite fiecare crimă a fost luată din impuls. Cullen a spus detectivilor în decembrie 2003 că a trăit majoritatea vieții sale în ceață și că nu mai are amintiri legate de uciderea celor mai multe dintre victimele sale. A mai spus că nu-și poate aminti câți a omorât sau de ce i-a ales. În unele cazuri, Cullen nega vehement că a comis vreo crimă la o anumită facilitate, dar, după examinarea dosarelor medicale, a recunoscut că a fost implicat în moartea pacienților.